# Oreopanax xalapensis
El macuilillo (Oreopanax xalapensis) como se le conoce en México, es una especie de árbol mediano perteneciente a la familia Araliacea. Se distribuye del centro norte de México al oeste de Panamá en los bosques de pino-encino.

## Nombres comunes
Se le conoce con una variedad de nombres comunes según la región de que se trate, algunos de ellos son: mano de león,macuilillo, mano de tigre, aticuej, chili, mazorco, matagente, m´shal, cacho de venado, mano de danta, mazorquilla, palmillo, palo de agua, pata de gallo, acubisi (zoque), jabnal (tzolzil), texcuitl (náhuatl), y xocotámal (nd).

## Distribución
Se distribuye del centro norte de México al oeste de Panamá, ocurriendo en los siguientes países: Costa Rica, El Salvador, Guatemala, Honduras, México, Nicaragua y Panamá.

## Descripción
Árbol de corteza grisácea. Posee hojas que varían de forma de 5 a 9 foliolos de 10-25 cm con peciolos largos. Los márgenes de las hojas pueden ser aserrados. Inflorescencia en panículas con cabezuelas. Su fruto es una baya. Es carnosa, jugosa, de color blanco tornándose morados al madurar. Florece de febrero a abril. Alcanza una altura de 18 m.

## Taxonomía
Oreopanax xalapensis fue descrita por Decne. & Planch. y publicado en Revue Horticole 16: 108. 1854.
Etimología
Oreopanax: nombre genérico que deriva de las palabras griegas: oreos = "montaña" y panax = "Panax".
xalapensis: epíteto geográfico que alude a su localización en Xalapa.